# Nirmatrelvir/Ritonavir
Nirmatrelvir/ritonavir, venduti con il marchio Paxlovid, sono due farmaci confezionati insieme e impiegati per trattare il COVID-19. Viene somministrato entro 5 giorni dalla comparsa dei sintomi in soggetti che, pur non necessitando di ossigeno supplementare, presentano un elevato rischio di sviluppo di forme gravi di COVID-19. Si assumono per via orale.
Gli effetti collaterali più comuni includono disturbi del gusto, diarrea, ipertensione e dolori muscolari. Non ne è stata appurata la sicurezza in stato di gravidanza. Il Paxlovid non è indicato per soggetti con gravi problemi a fegato o reni. Presenta una serie di interazioni farmacologiche, tra cui il controllo ormonale della fertilità. Contiene nirmatrelvir, un inibitore della proteasi principale SARS-CoV-2 e ritonavir, un inibitore del CYP3A.
La loro combinazione è stata approvata per uso medico nel Regno Unito nel dicembre del 2021. Nello stesso mese ha anche ricevuto l'autorizzazione all'uso in casi di emergenza negli Stati Uniti. Nel 2021 il governo degli Stati Uniti ne ha acquistato 10 milioni di dosi a 530 USD ciascuna, da fornire gratuitamente agli americani.
Dal 21 aprile 2024, anche i medici di medicina generale in Italia possono prescrivere Paxlovid per il trattamento precoce del COVID-19 nei pazienti a rischio di progressione verso forme gravi, previa valutazione delle possibili interazioni farmacologiche. Il farmaco può essere ritirato gratuitamente in farmacia con la ricetta medica. Recenti studi hanno confermato l'efficacia del Paxlovid anche contro le più recenti varianti Omicron e tra pazienti vaccinati e non vaccinati.